# Волынский, Яков Семёнович
Яков Семёнович Волынский — стольник, голова, воевода и окольничий во времена правления Алексея Михайловича и Фёдора Алексеевича.
Из дворянского рода Волынские. Сын воеводы Волынского Семёна Ивановича.

## Биография
В мае 1645 года в чине стольника, был рындой в белом платье при приёме персидского посла. В сентябре 1646 года, при поездке Государя в Троице-Сергиев монастырь оставался на государевом дворе в Москве для охраны. В январе 1648 года на первой свадьбе Государя с Марией Ильиничной Милославской «в кривой стол пить носил». В апреле 1651 года сопровождал Государя в село Покровское. В 1653 году послан в Арзамас для осмотра дворянства. В 1658—1676 годах упоминается стольником многократно выполнявший дворцовые службы. В марте 1660 года был на первой встрече при отпуске грузинского царевича Николая Давыдовича. В 1661 году пристав у цесарского посла. В 1662 году командовал полком Стародубцев и Новгород-Северцев. В 1664 году стольник и воевода в Брянске. В 1669 году дневал и ночевал у гроба царевича Симеона Алексеевича. В 1671—1672 годах воевода в Вологде. В мае 1674 года послан головой у сотни жильцов на съезд послов при князе Никите Ивановиче Одоевском. В 1677 году пожалован в окольничие.
Умер до 1680 года.

## Семья
В Русской родословной книге князя А. Б. Лобанова-Ростовского его женой показана Мария Корнильевна, также она называется в дворцовых разрядах. В вотчинной книге она названа Марфой. На самом деле её звали Маврой и отчеством Давыдовна.
Жена: Мавра Давыдовна урождённая Дерябина — дочь Давыда Корнильевича Дерябина, она 08 января 1654 года ехала со двора в город с грузинской царицею Еленой Леонтьевной в одном экипаже и во время обеда у Государя «в скамье сидела».
Дети:
- Волынский Иван Яковлевич — рында и стольник, женат на царевне Сибирской.
- Волынский Михаил Яковлевич — стольник царицы Натальи Кирилловны, женат на княжне Щетининой.
- Волынский Фёдор Яковлевич — рында и стольник.
- Волынский Василий Яковлевич — стольник.
- Матрёна Яковлевна — супруга Измайлова Ивана Ивановича.
- Домна Яковлевна — супруга стольника Колтовского Ивана Васильевича.
- Мария Яковлевна — супруга князя Львова Василия Ивановича.
- Фёкла Яковлевна — супруга генерал-аншефа, графа Салтыкова Семёна Андреевича.
- Прасковья Яковлевна — супруга князя Шаховского Андрея Фёдоровича.